# Exercitatio Anatomica de Motu Cordis et Sanguinis in Animalibus
O Estudo Anatômico do Movimento do Coração e do Sangue nos Animais (Exercitatio Anatomica de Motu Cordis et Sanguinis in Animalibus, no original em latim) é um livro publicado em 1628 contendo descrições sobre a circulação sanguínea de diversos animais, feitas pelo médico inglês William Harvey.